# Malware

Káros szoftverek megoszlása típusok szerint 2011. március 16-ai állapot

Az angolul malware (az angol malicious software rövidítése), magyarul szó szerinti fordításban rosszindulatú szoftver (egyéb megnevezései kártevő szoftver, kártékony szoftver, káros szoftver). Mint ilyen, a rosszindulatú számítógépes programok összefoglaló neve. Ide tartoznak a vírus, féreg, kémprogram (spyware), zsarolóprogram (ransomware), agresszív reklámprogram (adware), és a rendszerben láthatatlanul megbúvó, egy támadónak emelt jogokat biztosító eszköz (rootkit). A számítógépes kártevő programok mennyisége folyamatosan növekszik, és időről időre új típusok terjednek el. Az ellenük való védekezés víruskereső programnak nevezett szoftverekkel történik.

## Típusai

### Vírusok
A számítógépes vírus olyan kártevő program, amely saját másolatait helyezi el más, végrehajtható programokban vagy dokumentumokban.

### Trójai programok
Olyan program, ami látszólag hasznosat vagy érdekeset csinál, de káros programok számára kaput nyit az általunk használt eszközön. Nevét az Odüsszeia eposzból ismert trójai faló után kapta. A trójai programok nem szaporodnak és önmagukban (szándékosan) ártalmatlanok, hogy a víruskereső programok ne találják meg őket.
Az internet segítségével egy távoli hacker képes átvenni az irányítást az egész számítógép felett. Leggyakoribb hatásai a következők:
- Integráció egy botnet hálózatba (pl. spammelés vagy Bitcoin-bányászat céljából)
- Rendszerösszeomlás („kékhalál”)
- Elektronikus pénzlopás
- Adatlopás
- Egyéb káros szoftver telepítése
- Fájlmódosítás, fájltörlés
- Billentyűleütés rögzítése
- Képernyőfigyelés
- Webkamera figyelése
- Távoli irányítás
- Proxyszerver üzemeltetése

### Programférgek
A Unix rendszerek biztonsági rését kihasználó programok. Céljuk általában az információszerzés (pl. jelszótáblák, tűzfal). Nem irtották őket, hanem javították az operációs rendszer hibáit, így nem terjedtek el. A programféreg szaporodik, de nem igényel hordozót.

### Rootkitek
A rootkitek olyan káros programok, amelyek a támadónak hozzáférést biztosítanak a rendszerhez.
A rootkitek célja, hogy a számítógépre települt vírusokat rejtve tartsa a felhasználó elől. Elrejtheti a futó folyamatot, olvashatatlanná teheti a fájljait. Néhány változat képes ellenállni a különböző eltávolítási módszereknek is.

### Backdoorok
A backdoor egy olyan program, amely valamilyen biztonsági rést kihasználva utat, „hátsó ajtót” nyit a rendszerbe, lehetővé téve más káros programok bejutását.

### Vírushordozók
Vírushordozók, vagy vírustároló programok.
- Injektor, a "vírusgazda", ő maga nem beteg, de fertőz.
- Dropper, indítás után előállítja a vírust, majd szabadon engedi. A dropper nem kártékony, róla nem készül másolat.

### Vírusgenerátorok
Eredetileg az assembly kód módosítása. Csak a "termék" kártékony.

### Zsarolóprogramok(ransomware)
Ezeknek a programoknak a célja az anyagi haszonszerzés. Az áldozat számítógépén található fájlokat titkosítja, majd pénzt kér azok feloldásáért, általában lenyomozhatatlan módon (pl. bitcoin).

### Bankoló vírusok
A fertőzött gépeket egy botnetbe kapcsolják, és rögzítik a billentyűleütéseket és az egyéb internetes adatforgalmat. Céljuk a banki jelszavak és hitelkártyaadatok megszerzése. A lopott adatokat később a feketepiacon értékesítik. Ilyen pl.: a ZeuS vagy a SpyEye botnet.

### ANSIbombák
Az ANSI bombák nem szaporodnak. A víruskód szöveges állományban van, aktiválni egy batch fájl segítségével lehet.
- Átnevezés

```
ren virus.txt virus.com
```

- Másolás

```
type virus.txt > virus.com
copy virus.txt virus.com > nul
```

- Debug

```
debug < virus.txt
```

Aktiválás után rombol, majd kimúlik, ez a leggyakoribb eset. A DOS ANSI.SYS meghajtója lehetővé teszi, hogy billentyűkkel programot indíthassunk. (pl. F10 > dir). Az aktiválás minden olyan eszközzel lehetséges, melynek kimenete a képernyő.
- type - vírus a szövegben, vagy bináris fájlban
- dir - vírus a katalógusban
- prompt

Ha az indított program megerősítést kér, az echo paranccsal vagy átirányítással becsapható.
```
echo y | del *.*
del *.* < x.txt
```

(az x.txt tartalma y)
Ha nem töltjük be az ANSI.SYS-t, nem működik. A DOS háttérbe szorulásával az ANSI bombák eltűntek.

#### Makróvírusok
Ezek a vírusok különböző makró nyelveken íródtak. A makró nyelvek egyszerű programozási nyelvek más programokba ültetve (pl. szövegszerkesztő). Mikor a szöveges fájl megnyílik, a makró kód lefut. Ezt használják ki a makróvírusok és ezért veszélyes ismeretlen forrásból származó e-mail csatolmányokat megnyitni, hiába van szó csak egy egyszerű Word dokumentumról.